# Mitraismo

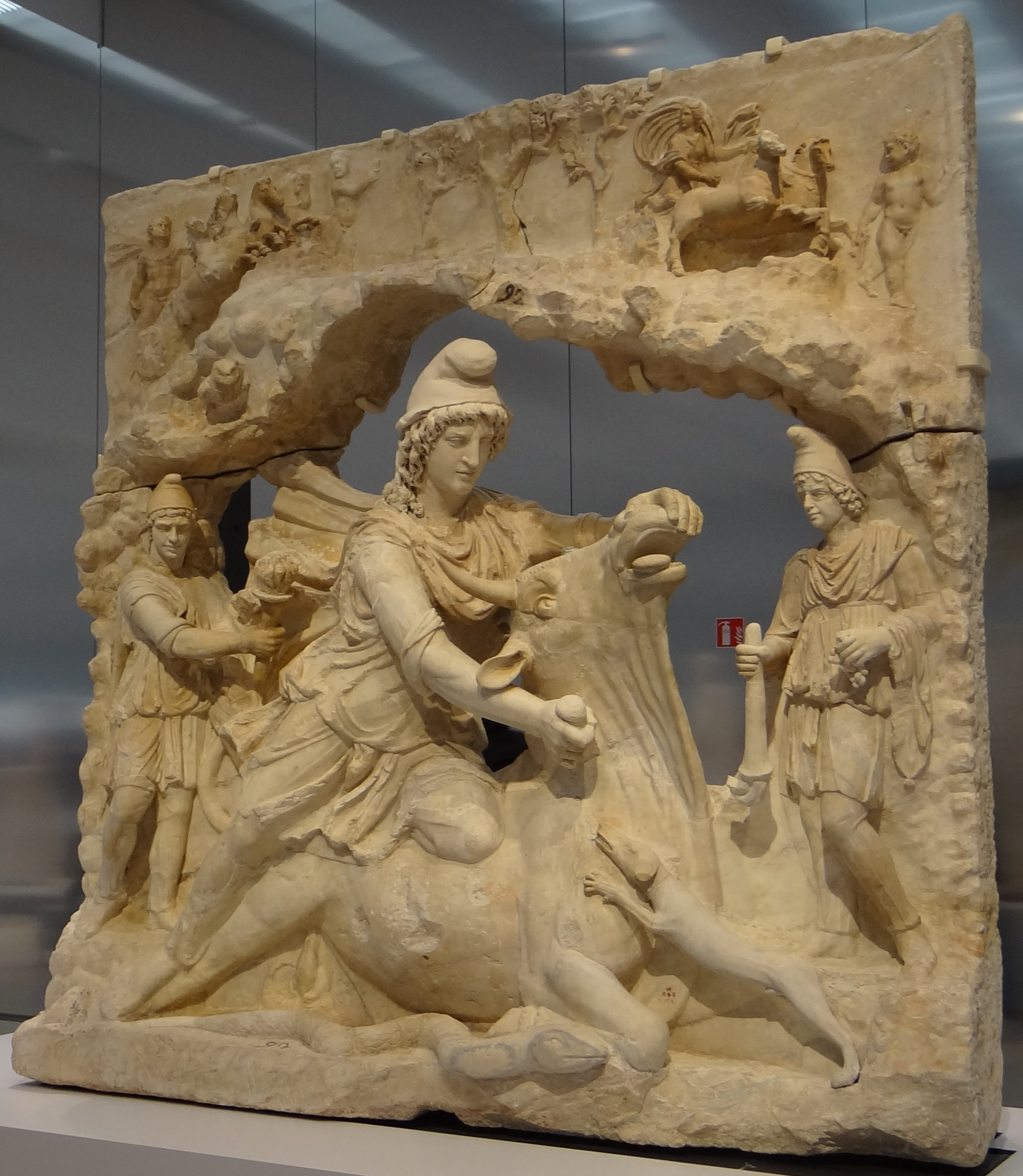
Mithra la Galerie du Temps du Louvre-Lens

Il mitraismo fu un'antica religione romana, basata sul culto di un dio chiamato Meithras che apparentemente deriva dal dio persiano Mitra e da altre divinità dello zoroastrismo. A differenza dello zoroastrismo, fu una religione misterica.

## Origine e diffusione

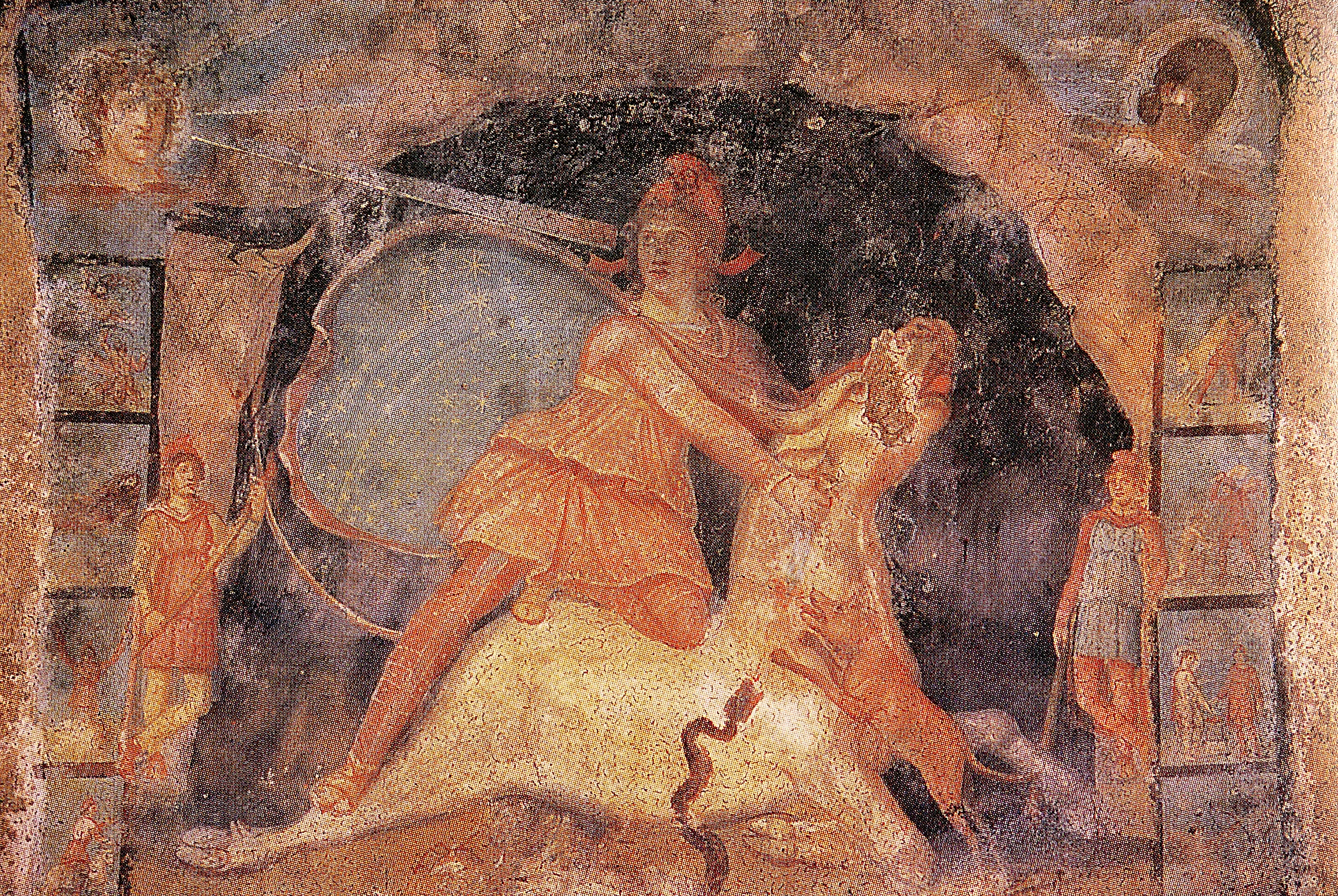
Mitra e il toro: affresco dal Mitreo di Marino (III secolo) raffigurante la tauroctonia

L'origine del mitraismo è da identificarsi nell'area del Mediterraneo orientale intorno al II-I secolo a.C.. Questa religione venne praticata anche nell'Impero romano, a partire dal I secolo d.C., per raggiungere il suo apice tra il III e il IV secolo, quando fu molto popolare tra i soldati romani. Il mitraismo scomparve come pratica religiosa in seguito al decreto Teodosiano del 391, che mise al bando tutti i riti non cristiani, e si estinse ufficialmente poco più tardi.
Il culto di Mitra attirò l'attenzione del mondo romano soprattutto per le sue concezioni misteriosofiche, che ruotavano intorno all'idea dell'esistenza dell'anima e della sua possibilità di pervenire attraverso le sette sfere planetarie all'aeternitas.
Nonostante la religione facesse professione di universalismo, questo culto escludeva le donne e fu praticato da ristrette, anche se influenti, élite formate soprattutto dai militari e, in parte, da "burocrati" e amministratori.

## Principi

### Fonti sul mitraismo
Essendo una religione misterica di iniziazione, al pari dei misteri eleusini, il mitraismo non diede luogo alla diffusione di un corpo di scritture rivelate e anche i suoi rituali erano tenuti segreti e riservati agli iniziati.
Le scarne informazioni scritte sul mitraismo provengono da scrittori cristiani o pagani, ma non aderenti al mitraismo, oppure sono frutto dell'applicazione ipotetica al mitraismo di notizie sul dio Mitra provenienti dallo zoroastrismo.
Il mitraismo è documentato soprattutto dalle scoperte archeologiche, iconografiche ed epigrafiche dei suoi templi, i mitrei, risalenti al tardo Impero Romano.
San Girolamo descrive i sette gradi dell'iniziazione mitriaca (epistola CVII,2 ad Laetam). Tertulliano riferisce che l'iniziato veniva segnato in fronte come "soldato di Mitra" (De Praescriptione haereticorum, 40) e che agli adepti venivano prescritte abluzioni purificatorie, simili al battesimo cristiano (De baptismo, 5).
Il contenuto dottrinale del mitraismo, quindi, è quasi esclusivamente il prodotto di interpretazioni moderne. Nei primi decenni del XX secolo è stata accolta universalmente la ricostruzione di Franz Cumont. La ripresa degli studi mitraici negli anni settanta ha portato a interpretazioni sostanzialmente diverse.

### Mitologia
Un'immagine bronzea di Mitra, che emerge da un anello zodiacale a forma di uovo, trovata associata a un mitreo lungo il Vallo di Adriano, e un'iscrizione trovata a Roma, lasciano supporre che Mitra possa essere stato visto come il dio-creatore orfico Phanes che emerse dall'uovo cosmico all'inizio del tempo, dando vita all'universo. Tale visione è rafforzata da un bassorilievo al Museo Estense di Modena, che mostra Phanes che esce da un uovo, circondato dai dodici segni dello zodiaco.
Mitra è anche descritto a volte come un uomo nato, o rinato, da una pietra (la 'petra genitrix'), intorno alla quale è attorcigliato il serpente Ouroboros. Secondo lo scrittore Porfirio la caverna descritta nella tauroctonia rappresenterebbe un'immagine del cosmo, e quindi la roccia sarebbe il cosmo visto dall'esterno.
Uno dei motivi centrali del mitraismo è il mito del sacrificio di un toro sacro, creato dalla divinità suprema Ahura Mazdā, che Mitra uccide nella caverna, secondo quanto consigliato da un corvo, mandato da Ahura Mazda. In questo mito, dal corpo del toro morente spuntano piante, animali e tutti i frutti della terra. La figura del dio aveva anche una valenza di mediatore tra l'Uomo e il Dio supremo del mondo superiore e inferiore.
Secondo James Frazer il mitraismo è una religione misterica che adorava una divinità che resuscita dopo la morte, comparabile a Osiride-Horus o alla Persefone-Demetra dei misteri eleusini. Questa interpretazione è però priva di riscontri iconografici o documentali.
L'uccisione del Toro
Secondo alcuni storici, il culto di Mitra potrebbe simboleggiare la forza del Sole all'uscita dell'equinozio di primavera dalla costellazione del Toro verso la costellazione dell'Ariete, avvenuta nel XIX secolo a.C.
La morte del toro genera la vita e la fecondità dell'universo, il quale essendo pure il segno di Venere, mostra come l'astro con la sua energia, rigenera la natura.
In effetti, in molte rappresentazioni della tauroctonia (uccisione col toro), la scena comprende anche i simboli del Sole, della Luna, dei sette pianeti, delle costellazioni zodiacali, dei venti e delle stagioni.
Lo storico delle religioni David Ulansey ha posto esplicitamente in relazione la nascita del mitraismo con la scoperta della precessione degli equinozi.

### Il mitreo
Il centro del culto e il luogo di incontro dei seguaci era il mitreo, una cavità o caverna naturale adattata, a volte già utilizzata da precedenti culti religiosi, oppure un edificio artificiale che imitava una caverna. I mitrei erano luoghi tenebrosi e privi di finestre, anche quando non erano collocati in luoghi sotterranei. Quando possibile, il mitreo era costruito all'interno o al di sotto di un edificio esistente. Il sito di un mitreo può essere anche identificato dalla sua entrata separata o vestibolo, la sua caverna a forma di rettangolo, chiamata spelaeum o spelunca, con due panchine lungo le mura laterali per il banchetto rituale, e il suo santuario all'estremità, spesso in una nicchia, prima del quale vi era l'altare. Sul soffitto in genere era dipinto un cielo stellato con la riproduzione dello zodiaco e dei pianeti.
I mitrei, così diversi dai grandi edifici templari dedicati alle divinità dei culti pubblici, si distinguevano anche per le loro dimensioni modeste.
il servizio di culto, che terminava in un banchetto comune, era officiato da una piccola comunità, solitamente formata da poche dozzine di persone. Nonostante il grande numero di mitrei ritrovati in ogni parte dell'impero romano la loro esigua dimensione mostra che gli aderenti al culto costituirono sempre una percentuale insignificante della popolazione.
Nel mitraismo l'acqua sembra svolgere un ruolo purificatorio importante e spesso nelle vicinanze del santuario vi era una sorgente naturale o artificiale.

### Iconografia

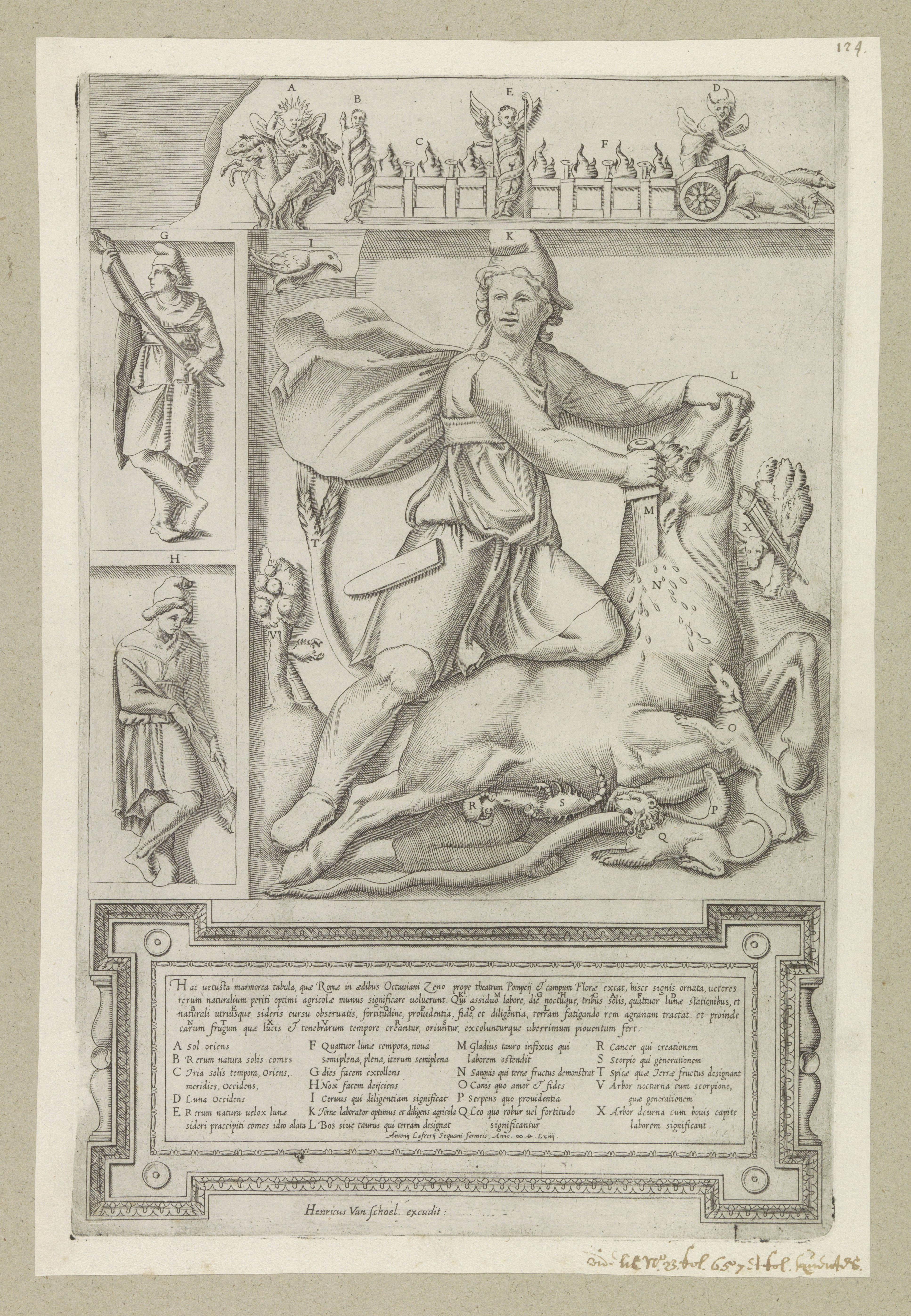
La tauroctonia in un'incisione tratta dallo Speculum Romanae Magnificentiae di Antonio Lafreri

In ogni tempio mitraico, il posto d'onore era occupato da una rappresentazione del dio Mitra, in genere raffigurato nell'atto di uccidere un toro sacro, (tauroctonia): questa scena rappresenterebbe un episodio mitologico, più che un sacrificio animale.
Il mito, secondo la ricostruzione di Cumont, racconta infatti che Mitra affronta un giorno il dio Sole e lo sconfigge. Il Sole allora stringe un patto di alleanza con il dio che suggella donandogli la corona raggiata. In un'altra sua eroica impresa, Mitra cattura il Toro e lo conduce in una caverna. Ma il Toro fugge e il Sole, memore del patto fatto, se ne accorge e manda al dio un corvo quale suo messaggero con il consiglio di ucciderlo. Grazie all'aiuto di un cane, Mitra raggiunge il Toro, lo afferra per le froge e gli pianta un coltello nel fianco. Allora dal corpo del toro nascono tutte le piante benefiche per l'uomo e in particolare dal midollo nasce il grano e dal sangue la vite. Ma Ahriman, che nel culto mitriatico rappresenterebbe il Dio del Male, invia un serpente e uno scorpione per contrastare questa profusione di vita. Lo scorpione cerca di ferire i testicoli del toro mentre il serpente ne beve il sangue, ma invano. Alla fine il Toro ascende alla Luna dando così origine a tutte le specie animali. Così, Mitra e il Sole suggellano la vittoria con un pasto che rimarrà nel culto sotto il nome di agape.
Nella raffigurazione quindi, oltre a Mitra, il Toro, il Sole, e la Luna sono presenti i quattro animali, ovvero il serpente, lo scorpione, il cane e il corvo.
Un'interpretazione del mito di tipo astronomico, e quindi totalmente diversa dalla precedente è stata recentemente proposta da David Ulansey, che osservò che tutti i personaggi che compaiono nel mito corrispondono a costellazioni: Mitra sarebbe associato con Perseo, la cui costellazione si trova al di sopra di quella del Toro.
In altre iconografie viene rappresentato il dio Mitra nascente da una roccia, generato sulle sponde di un fiume all'ombra di un albero sacro, secondo il mito sulla sua nascita.
Nelle iconografie la divinità viene spesso rappresentata insieme a due personaggi, detti i dadofori o portatori di fiaccole: i loro nomi erano Cautes e Cautopates. Il primo dei due porta la fiaccola alzata, l'altro abbassata: rappresenterebbero il ciclo solare, dall'alba al tramonto, e allo stesso tempo il ciclo vitale: il calore luminoso della vita e il freddo gelido della morte.

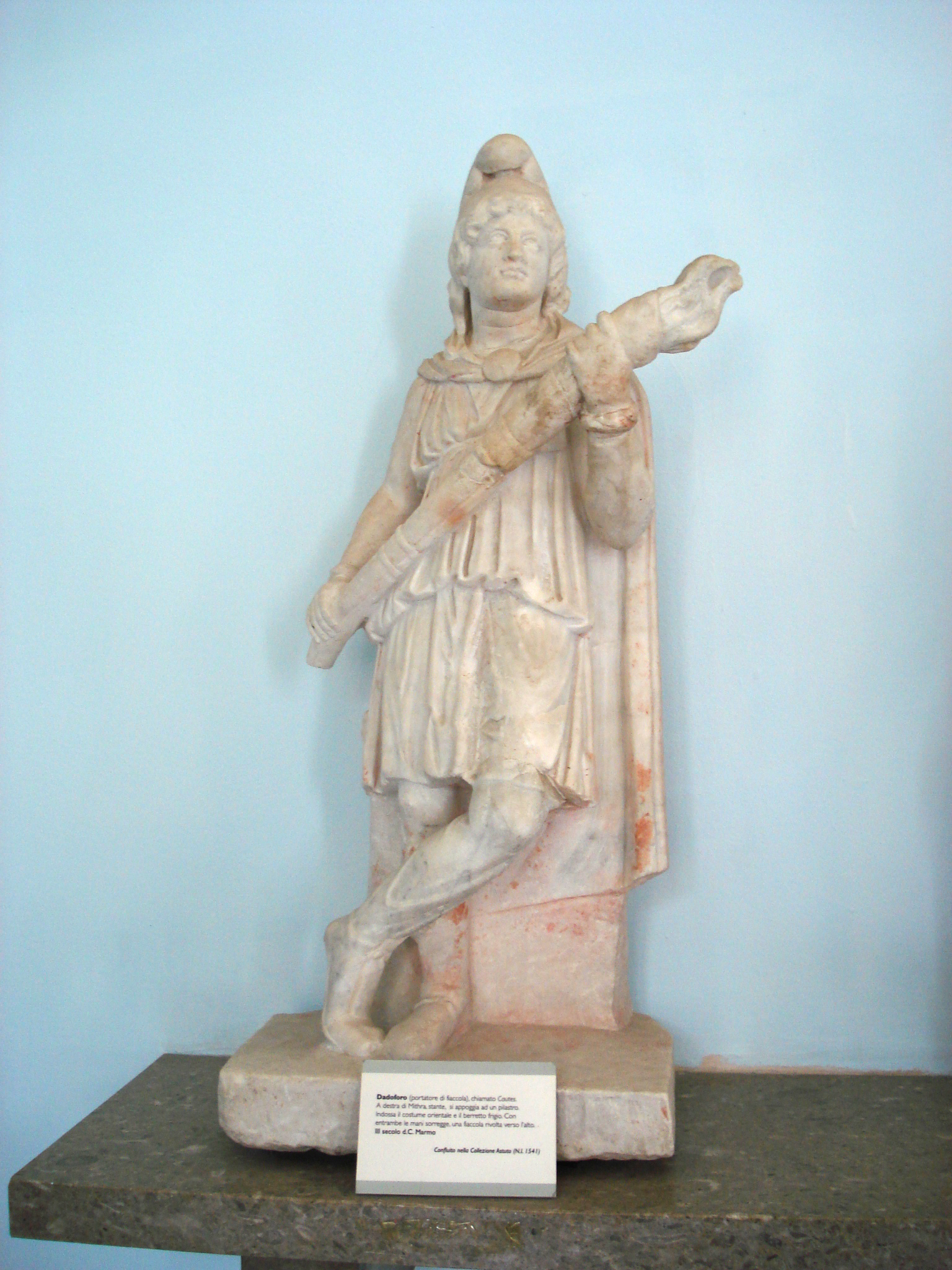
Cautes, dadoforo di Mithra (l'alba).
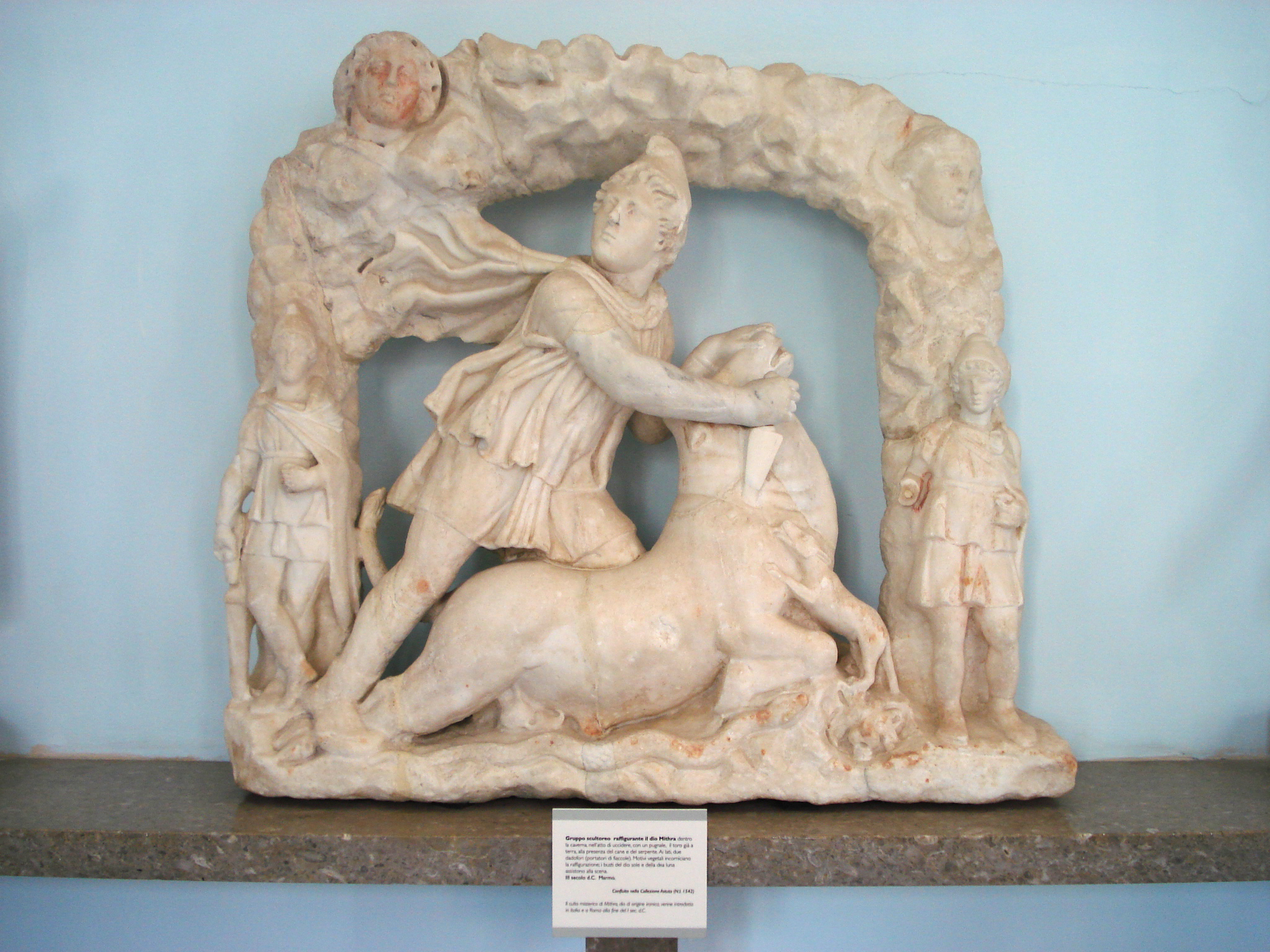
Mithra che uccide il toro (III secolo).
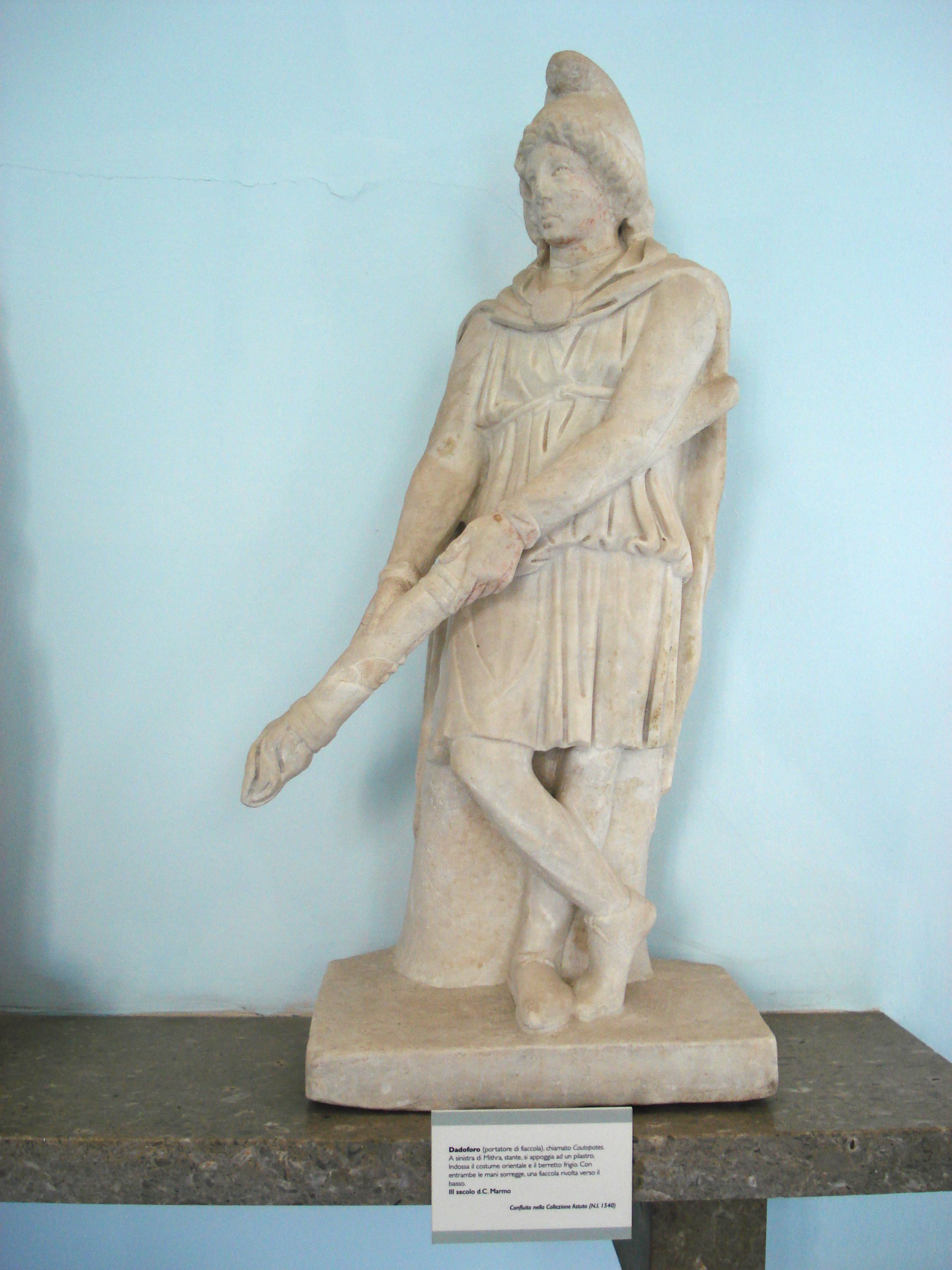
Cautopates, dadoforo di Mitra (il tramonto).

### I ranghi

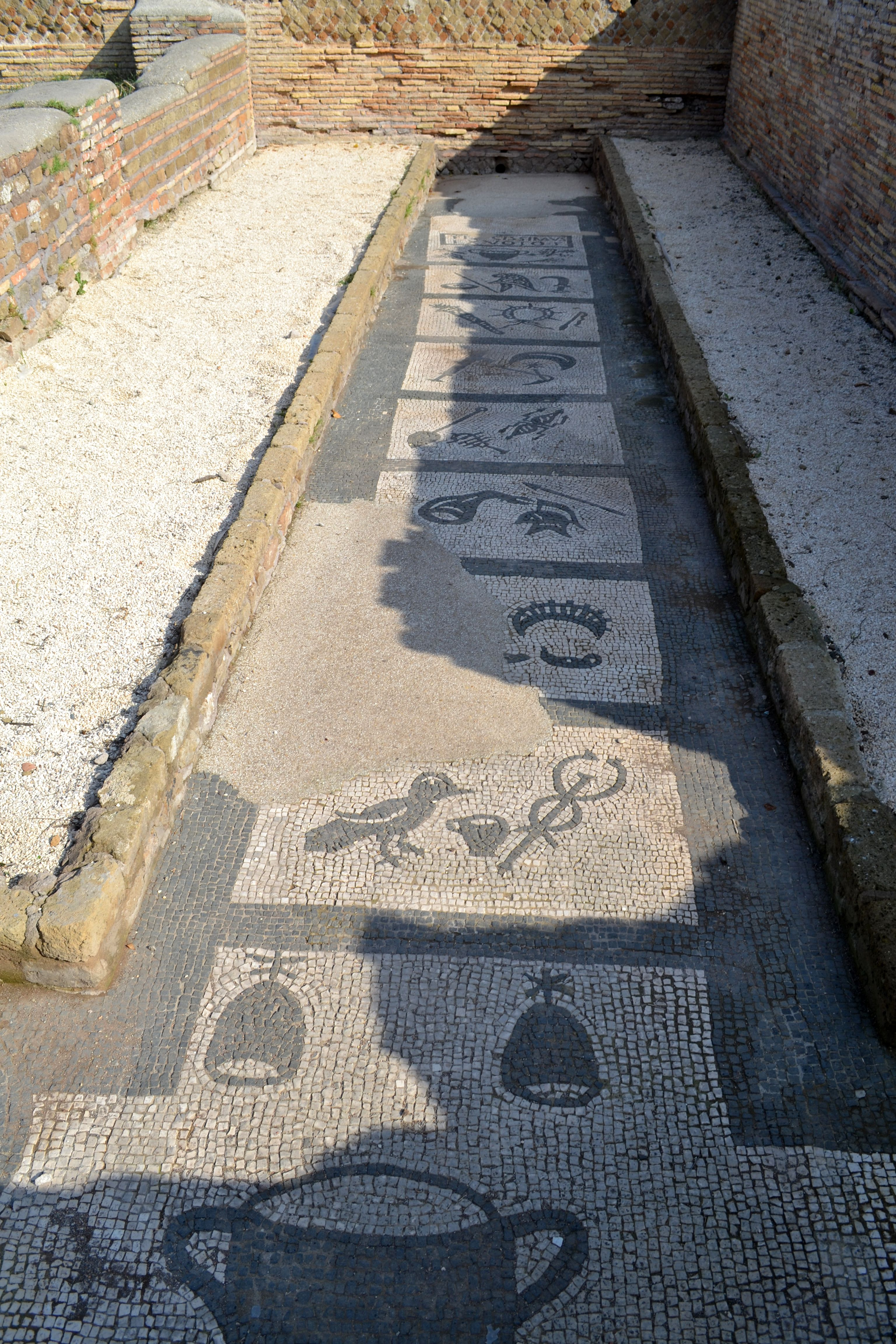
Mosaico del Mitreo di Felicissimo ad Ostia simboleggiante i sette gradi iniziatici

I membri di un mitreo erano divisi in sette ranghi. I primi quattro livelli sembrano rappresentare un progresso spirituale, mentre gli altri tre appaiono aver avuto uffici specializzati. Ognuno di essi si trovava sotto la speciale protezione di un corpo celeste.
I sette gradi iniziatici erano:
- Corax (il corvo, Mercurio)
- Cryphius o Nymphus (l'occulto o lo sposo, Venere)
- Miles (il soldato, Marte)
- Leo (il leone, Giove)
- Perses (il Persiano, Luna)
- Heliodromus (il corriere del sole, Sole)
- Pater (il Padre, Saturno).

Secondo altre versioni del mito, a ogni grado era associata una porta, una sfera planetaria, un giorno della settimana e un metallo. Le varie versioni a volte differiscono per l'associazione dei pianeti. Una molto comune associa alla prima porta la Luna e l'argento, alla seconda il Mercurio e il ferro, alla terza Venere e lo stagno, alla quarta il Sole e l'oro, alla quinta Marte e la lega, alla sesta Giove e il bronzo e alla settima Saturno e il piombo. Queste differenze si spiegano col fatto che essendo un culto iniziatico, e quindi per pochi e sostanzialmente segreto, è pensabile che nel tempo e in luoghi diversi i misteri abbiano subito alcuni cambiamenti.
I sette gradi dell'iniziazione mitriaca sono raffigurati nel mitreo di Felicissimus a Ostia e nel mitreo di Santa Prisca a Roma.

## Storia

### Origini
Il mitraismo è generalmente ritenuto essere di origine persiana, specificatamente un'emanazione della cultura zoroastriana. Non può tuttavia essere messo in relazione con gli insegnamenti di Zoroastro, in quanto questi era un monoteista e per lui Ahura Mazdā era l'unico dio. Dario il Grande fu ugualmente rigido nel monoteismo ufficiale del suo regno: al di fuori di Ahura Mazdā nessun dio è menzionato nelle numerose iscrizioni del VI secolo a.C. rinvenute.
Comunque raramente il culto ufficiale è la sola religione professata in un'area geografica. La seguente iscrizione da Susa di Artaserse II Mnemone (404-358 a.C.) dimostra che non tutti i re Achemenidi furono puramente Zoroastriani come Dario:
"Artaxerxes il Grande Re, [...] dice: [...] per il favore di Ahura Mazda, Anahita, e Mitra, ho costruito questo palazzo. Possano Ahuramazda, Anahita, e Mitra proteggermi da ogni male, e possa ciò che ho costruito non cadere in rovina né essere danneggiato."
Il tentativo di identificare il Mitra romano con quello persiano è complicato dal fatto che non esistono testi o leggende persiane che facciano riferimento a Mitra che uccide un toro o in relazione con altri animali. D'altra parte, esiste un racconto di Ahriman, il dio del male in sviluppi popolari dello Zoroastrismo, nel quale uccide un toro. Tuttavia merita di essere ricordato che tutt'oggi la comunità degli Yezidi , diffusa in Mesopotamia , pratica tra i suoi cerimoniali l'uccisione del toro. Rimane arduo, altresì, spiegare come una divinità solare possa essere diventata oggetto di culto per i Romani nei mitrei, luoghi bui e cavernosi.
Un possibile legame tra la Persia e Roma, che potrebbe aver fatto da tappa per questi mutamenti, potrebbero essere stati i regni dei Parti e del Ponto in Asia Minore. Alcuni dei loro regnanti furono chiamati mitridate, che significa "dato da Mitra", a cominciare da Mitridate I (morto nel 138 a.C.). Fu, inoltre, a Pergamo, nel II secolo a.C., che scultori Greci incominciarono la produzione di raffigurazioni a bassorilievo di Nike tauroctona. Anche se il culto di Mitra non fu mai presente nel mondo greco, queste sculture potrebbero far parte del percorso che portò il Mitra persiano a Roma.
Verso il I secolo, lo storico greco Plutarco scrive che i pirati della Cilicia praticavano riti mitraici intorno al 67 a.C., quando furono deportati da Pompeo in Grecia. Probabilmente dai primi contatti tra l'esercito romano e i pirati cilici, il culto del Mitra persiano, confuso con Ahriman, il dio che uccise un toro, passò in occidente, dove è attestato solo dal secolo successivo.

### Nella Roma dell'età del Principato
Il mitraismo arrivò completamente maturo a Roma con il ritorno delle legioni dall'Oriente nel I secolo a.C.. Come dio delle armi e campione degli eroi, Mitra attrasse i soldati romani, che portarono il suo culto in Iberia, Britannia e Dacia.
Il culto di Mitra a Roma cominciò ad attrarre attenzione verso la fine del I secolo, probabilmente in corrispondenza con la conquista dell'allora zoroastriana Armenia. La più antica testimonianza archeologica di un culto romano di Mitra data a quel periodo; si tratta di uno stato di servizio di soldati romani che provenivano dal presidio di Carnuntum sul Danubio, nell'attuale Austria (la provincia romana della Pannonia superiore). Questi soldati avevano combattuto contro i Parti ed erano stati coinvolti nella soppressione delle rivolte a Gerusalemme dal 60 al 70 circa. Ritornati in patria, si dedicarono al culto di Mitra, probabilmente nel 71 o 72.
Stazio fa menzione del tipico rilievo mitraico nella Tebaide scritta intorno all'80; anche la Vita di Pompeo di Plutarco testimonia che in quel periodo il culto di Mitra fosse ben conosciuto.
Intorno al 200, il mitraismo si propagò all'interno di tutto l'esercito romano, come anche tra commercianti e schiavi. Le frontiere germaniche hanno reso molte testimonianze archeologiche di questa diffusione: piccoli oggetti cultuali connessi con Mitra sono stati trovati in scavi archeologici dalla Romania al Vallo di Adriano. Dal tempo di Commodo, che partecipò ai misteri mitriaci, seguaci del culto si trovavano in tutte le classi della società.

### Durante l'epoca del Dominato
Gli imperatori romani nel III secolo incoraggiarono il mitraismo, per il sostegno che esso offriva alla natura divina dei monarchi. Mitra divenne perciò datore di autorità e vittoria alla casa imperiale; risale al 307 la dedica di un altare alla divinità fatta da Diocleziano. Tuttavia, nonostante il favore che godeva all'interno della società romana, anche tra i ranghi più elevati, il mitraismo non assunse mai il rango di culto publico.
Vari templi mitraici sono stati scoperti alle frontiere dell'Impero romano: nell'Inghilterra settentrionale sono stati identificati tre mitrei a Housesteads, Carrawburgh e Rudchester. Recenti scavi a Londra hanno messo in luce strutture di un tempio mitraico vicino al centro di un insediamento fortificato romano. 

Altri mitrei sono stati trovati lungo il Danubio e il Reno, nella provincia di Dacia (dove nel 2003 fu scoperto un tempio ad Alba-Iulia), come anche in Numidia nel Nordafrica.
Come è naturale aspettarsi, rovine mitraiche sono state trovate anche in Italia: a Napoli, a Santa Maria Capua Vetere, dove sono stati identificati una dozzina di mitrei, a Ostia dove sono 20 i mitrei ritrovati, e a Roma, dove si arrivò a contare un centinaio di mitrei. L'importanza del culto nella città di Roma è testimoniata dall'abbondanza dei resti monumentali: più di 75 statue, 100 iscrizioni mitraiche, oltre a resti di templi e altari in ogni parte della città e nel suburbio. Un mitreo ben conservato del II secolo, con altare e panchine di pietra, originariamente costruito al di sotto di una casa romana (com'era pratica comune), sopravvive nella cripta sopra la quale fu costruita la chiesa di San Clemente.

### Apogeo e declino
All'incirca nel III secolo, i culti popolari di Apollo e Mitra incominciarono a fondersi nel sincretismo romano e nella stessa epoca comparve il culto del Sol Invictus; nel 274 l'imperatore Aureliano (la cui madre era una sacerdotessa del Sole) rese ufficiale il culto di questa divinità, costruendogli un nuovo tempio e dedicandogli un nuovo corpo di sacerdoti (pontifices solis invicti): l'imperatore attribuì al dio le sue vittorie in Oriente. Poco dopo il Mitraismo confluì nel culto del Sol Invictus, ottenendo un riconoscimento ufficiale e al massimo livello. Ciò avvenne a Carnunto, dove gli Augusti e i Cesari si ritrovarono nel 308 per ristabilire la coesione dell'Impero e posero una lapide al "Dio Sole Invitto Mitra". La dedica era temporalmente opportuna proprio perché Mitra era il dio della fedeltà ai patti e puniva chi li avesse trasgrediti.

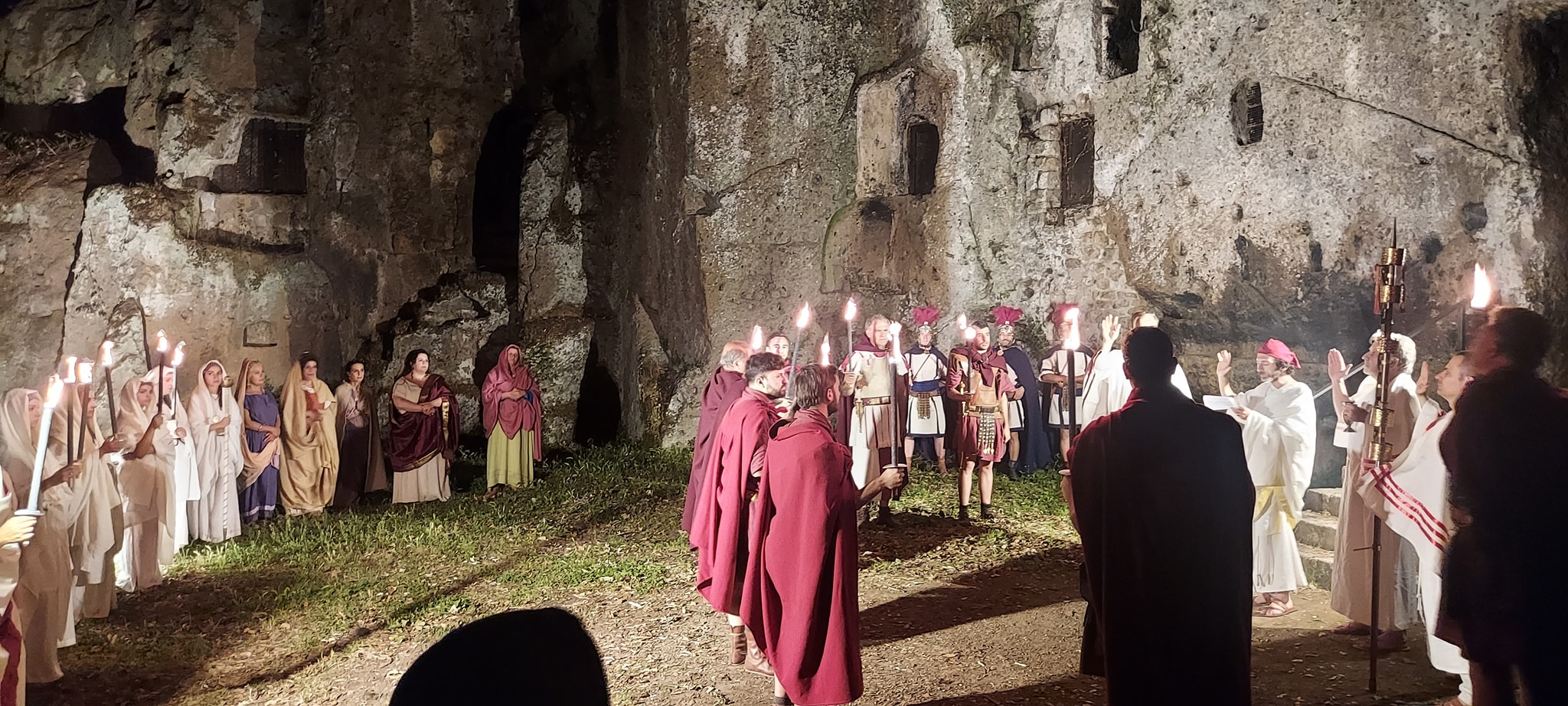
Rituale mitraico nel Mitreo di Sutri, officiato da Giuseppe Barbera, Pontefice Massimo dell'organizzazione religiosa Romana Pietas Comunità Gentile.

L'inizio del IV secolo segnò anche l'inizio del declino del mitraismo: poco dopo l'Impero romano perse la Dacia e le invasioni dei popoli del nord distrussero molti templi lungo la frontiera dell'Impero, la principale roccaforte del culto. La diffusione del Cristianesimo all'interno dell'Impero, sostenuta dal favore di Costantino verso la nuova religione, fece la sua parte.
Il regno dell'imperatore Giuliano, che cercò di restaurare il culto e di limitare l'avanzata della religione cristiana, e l'usurpazione di Flavio Eugenio rinnovarono le speranze dei seguaci di Mitra, ma il decreto stilato da Teodosio nel 391, che vietava qualsiasi culto non cristiano, sancì definitivamente la fine del mitraismo.
Tarde sopravvivenze del culto mitriaco si possono trovare fino al V secolo in alcuni luoghi delle Alpi e nelle regioni orientali. Il suo posto, come religione persiana passata poi in Occidente, fu preso dal manicheismo.

## Cristianesimo e mitraismo
Controversa è la questione sull'esistenza di reciproche somiglianze o influenze; fondamentale resta perà la differenza del messaggio salvifico delle due religioni, settario e misteico nel mitraismo, universale ed egalitario nel cristianesimo.
Molti studiosi hanno cercato di identificare aspetti del cristianesimo che potrebbero provenire dal mitraismo; la questione, però, è controversa, sia perché alcune somiglianze fanno parte di un patrimonio culturale antecedente entrambi i culti, sia perché le testimonianze mitraiche sono successive ai vangeli e perciò secondo alcuni studiosi la contaminazione potrebbe aver avuto luogo dal cristianesimo al mitraismo e non viceversa. Ilaria Neri cita l'esempio della presenza dei dadofori alla nascita di Mitra, un dettaglio assente nel 92% dei casi: esso potrebbe essere un'"anomalia iconografica" inserita in analogia al racconto dei Magi del vangelo di Matteo.  Molte fra le somiglianze normalmente citate non riguardano il dio Mitra attestato nei mitrei romani, ma l'analoga divinità anatolica e sono basati su tarde versioni dell'Avestā. I due culti mitraici sembrano molto diversi fra loro. Nel culto romano Mitra è nettamente distinto dal dio Sole, che viene spesso rappresentato inginocchiato davanti a Mitra o a lui accostato durante il banchetto rituale e il viaggio sul carro solare. Nel culto orientale del periodo ellenistico, Mitra sembra essere una divinità solare.
Va inoltre notato che nel Cristianesimo c'è un atteggiamento di distacco vero e proprio dalle usanze pagane e dai loro idoli, anche dal modo di pregare come afferma lo stesso Gesù e in seguito San Paolo. Questa esclusività è perfettamente coerente con la religione e l’ideologia ebraiche.